# الغرفة الحمراء (مسلسل)
الغرفة الحمراء (بالتركية: Kırmızı Oda)‏ هو مسلسل تركي من النوع النفسي ويعد أول مسلسل تركي من هذا النوع. يُعرض المسلسل على قناة TV8 ومن إنتاج شركة OGM pictures
يحكي المسلسل عن قصص حقيقية مقتبسة من كتب الطبيبة النفسية جولسيران.

## الشخصيات الرئيسية
- بينور كايا بدور الدكتورة مانوليا
- تولين اوزان بدور الدكتورة بيرايا
- بوراك سيفينش بدور الدكتور دينيز
- ميراتش ارال بدور الدكتورة عائشة
- قولجين كولتور بدور تونا
- باران جان بدور حسين
- سيزين بوزاجي بدور اينور

## القصة
تدور أحداث المسلسل حول عيادة نفسية، وقصص واتجاهات مجموعة من المرضى النفسيين يترددون عليها، والذين عاشوا أحداثًا مختلفة بين الألم والفرح، يرويها أحد الأطباء النفسيين المالكين للعيادة، ويشرف على متابعتهم. -up ومحاولة علاجهم. يذكر أن «الغرفة الحمراء» مسلسل تركي جديد ينتمي إلى الدراما الاجتماعية التي تتناول أحداث وقضايا حقيقية حدثت بالفعل. وهو مقتبس من كتاب غريب بعنوان «الغرفة الحمراء».

## ضيوف المسلسل
بسبب طبيعة المسلسل ومناقشته لقصص حقيقية يستضيف المسلسل في كل حلقة ممثل يستمر في المسلسل لعدة حلقات.
ضيوف المسلسل :
- ميليس سوزين
- هاندا دوغان ديمير
- صالح ديميرجي
- ايفريم الاسيا
- بورجو بيرجيك
- تولغا غوليش
- Feyyaz Şerifoğlu